# Blepisanis incallosa
Blepisanis incallosa là một loài bọ cánh cứng trong họ Cerambycidae.